# Вермелскирхен
Вермелскирхен (њем. Wermelskirchen) град је у њемачкој савезној држави Северна Рајна-Вестфалија. Једно је од 8 општинских средишта округа Рајниш-Бергиш. Према процјени из 2010. у граду је живјело 35.878 становника. Посједује регионалну шифру (AGS) 5378032, NUTS (DEA2B) и LOCODE (DE WEK) код.

## Географски и демографски подаци
Вермелскирхен се налази у савезној држави Северна Рајна-Вестфалија у округу Рајниш-Бергиш. Град се налази на надморској висини од 345 метара. Површина општине износи 74,7 km². У самом граду је, према процјени из 2010. године, живјело 35.878 становника. Просјечна густина становништва износи 481 становника/km².

## Међународна сарадња
| Мјесто | Држава    | Врста сарадње | Од    |
| ------ | --------- | ------------- | ----- |
|        | Француска | партнерство   | 1974. |
| Извор  |           |               |       |